# ティアードロップス
「ティアードロップス」（Teardrops）は、1981年7月15日に発売されたジョージ・ハリスン（George Harrison）の楽曲である。
日本では、1981年9月25日にリリースされた。

## 概要
アルバム『想いは果てなく〜母なるイングランド』からの2枚目のシングル。既にリリースが決定していたにもかかわらず、収録曲の差し替え、ジャケットの変更、さらにジョン・レノンの死によって発売が延期された結果、差し替え曲として新たに収録された曲のひとつだった。ジョンへの追悼曲となった「過ぎ去りし日々」は、久方ぶりの大ヒットとなったが、次にカットされたこの曲は、全米チャートでトップ100圏外の最高位102位だった。

## 収録曲
- ティアードロップス (Teardrops)
- 世界を救え (Save The World)